# Административное деление областей Беларуси
Административное деление областей Республики Беларусь представляет собой второй (базовый) уровень её административно-территориального деления.
Этот уровень представлен:
- городами областного подчинения (бел. горад абласнога падпарадкавання) — с численностью населения не менее 50 тыс. чел., являющиеся административными и крупными экономическими и культурными центрами, с развитой производственной и социальной инфраструктурой (этот статус могут иметь города с меньшим населением, имеющие важное промышленное, историческое значение, перспективы дальнейшего развития и роста численности населения);
- районами (бел. раён).

В настоящее время в Республике Беларусь установлены следующие административные единицы этого уровня:
- 118 районов;
- 10 городов областного подчинения (из них 5 являются областными центрами, 3 — районными центрами, а также Жодино и Новополоцк).

В статье показаны также нижестоящие города районного подчинения (всего — 102 города, из них 88 являются районными центрами).

## Брестская область
Брестская область (бел. Брэсцкая вобласць), административный центр — город Брест
Города областного подчинения:
 Барановичи (бел. Баранавічы), административный центр Барановичского района (не входит в его состав)
 Брест (бел. Брэст), административный центр Брестской области и Брестского района (не входит в его состав)
 Пинск (бел. Пінск), административный центр Пинского района (не входит в его состав)
Районы:
 Барановичский (бел. Баранавіцкі раён) — на карте № 2; административный центр — город Барановичи, в состав района не входит
 Берёзовский (бел. Бярозаўскі раён) — на карте № 3; административный центр — город Берёза (бел. Бяро́за), также включает город  Белоозёрск (бел. Белаазёрск)
 Брестский (бел. Брэсцкі раён) — на карте № 1; административный центр — город Брест, в состав района не входит
 Ганцевичский (бел. Ганцавіцкі раён) — на карте № 4; административный центр — город Ганцевичи (бел. Ганцавічы)
 Дрогичинский (бел. Драгічынскі раён) — на карте № 5; административный центр — город Дрогичин (бел. Драгічын)
 Жабинковский (бел. Жабінкаўскі раён) — на карте № 6; административный центр — город Жабинка (бел. Жабінка)
 Ивановский (бел. Іванаўскі раён) — на карте № 7; административный центр — город Иваново (бел. Іванава)
 Ивацевичский (бел. Івацэвіцкі раён) — на карте № 8; административный центр — город Ивацевичи (бел. Івацэвічы), также включает город  Коссово (бел. Косава)
 Каменецкий (бел. Камянецкi раён) — на карте № 9; административный центр — город Каменец (бел. Камянец), также включает город  Высокое (бел. Высокае)
 Кобринский (бел. Кобрынскі раён) — на карте № 10; административный центр — город Кобрин (бел. Кобрын)
 Лунинецкий (бел. Лунінецкі раён) — на карте № 11; административный центр — город Лунинец (бел. Лунінец), также включает город  Микашевичи (бел. Мікашэвічы)
 Ляховичский (бел. Ляхавіцкі раён) — на карте № 12; административный центр — город Ляховичи (бел. Ляхавічы)
 Малоритский (бел. Маларыцкі раён) — на карте № 13; административный центр — город Малорита (бел. Маларыта)
 Пинский (бел. Пінскі раён) — на карте № 14; административный центр — город Пинск, в состав района не входит
 Пружанский (бел. Пружанскі раён) — на карте № 15; административный центр — город Пружаны (бел. Пружаны)
 Столинский (бел. Столінскі раён) — на карте № 16; административный центр — город Столин (бел. Сто́лін), также включает город  Давид-Городок (бел. Давыд-Гарадок)

## Витебская область
Витебская область (бел. Віцебская вобласць), административный центр — город Витебск
Города областного подчинения:
 Витебск (бел. Віцебск), административный центр Витебской области и Витебского района (не входит в его состав)
 Новополоцк (бел. Наваполацк), расположен на территории Полоцкого района, не входит в его состав.
Районы:
 Бешенковичский (бел. Бешанковіцкі раён) — на карте № 1; административный центр — городской посёлок Бешенковичи (бел. Бешанковічы)
 Браславский (бел. Браслаўскі раён) — на карте № 2; административный центр — город Браслав (бел. Браслаў)
 Верхнедвинский (бел. Верхнядзвінскі раён) — на карте № 3; административный центр — город Верхнедвинск (бел. Верхнядзвінск)
 Витебский (бел. Віцебскі раён) — на карте № 4; административный центр — город Витебск, в состав района не входит
 Глубокский (бел. Глыбоцкі раён) — на карте № 5; административный центр — город Глубокое (бел. Глыбокае)
 Городокский (бел. Гарадоцкі раён) — на карте № 6; административный центр — город Городок (бел. Гарадок)
 Докшицкий (бел. Докшыцкі раён) — на карте № 7; административный центр — город Докшицы (бел. Докшыцы)
 Дубровенский (бел. Дубровенскі раён) — на карте № 8; административный центр — город Дубровно (бел. Дуброўна)
 Лепельский (бел. Лепельскі раён) — на карте № 9; административный центр — город Лепель (бел. Лепель)
 Лиозненский (бел. Лёзненскі раён) — на карте № 10; административный центр — городской посёлок Лиозно (бел. Лёзна)
 Миорский (бел. Міёрскі раён) — на карте № 11; административный центр — город Миоры (бел. Міёры), также включает город  Дисна (бел. Дзісна)
 Оршанский (бел. Аршанскі раён) — на карте № 12; административный центр — город Орша, который входит в состав района с 14 января 2013 года; район также включает город  Барань (бел. Барань)
 Полоцкий (бел. Полацкі раён) — на карте № 13; административный центр — город Полоцк, который входит в состав района с 14 января 2013 года
 Поставский (бел. Пастаўскі раён) — на карте № 14; административный центр — город Поставы (бел. Паставы)
 Россонский (бел. Расонскі раён) — на карте № 15; административный центр — городской посёлок Россоны (бел. Расоны)
 Сенненский (бел. Сенненскі раён) — на карте № 16; административный центр — город Сенно (бел. Сянно)
 Толочинский (бел. Талачынскі раён) — на карте № 17; административный центр — город Толочин (бел. Талачын)
 Ушачский (бел. Ушацкі раён) — на карте № 18; административный центр — городской посёлок Ушачи (бел. Ушачы)
 Чашникский (бел. Чашніцкі раён) — на карте № 19; административный центр — город Чашники (бел. Чашнікі), также включает город  Новолукомль (бел. Новалукомль)
 Шарковщинский (бел. Шаркаўшчынскі раён) — на карте № 20; административный центр — городской посёлок Шарковщина (бел. Шаркаўшчына)
 Шумилинский (бел. Шумілінскі раён) — на карте № 21; административный центр — городской посёлок Шумилино (бел. Шуміліна)

## Гомельская область
Гомельская область (бел. Гомельская вобласць), административный центр — город Гомель
Город областного подчинения:
 Гомель (бел. Гомель), административный центр Гомельской области и Гомельского района (не входит в его состав)
Районы:
 Брагинский (бел. Брагінскі раён) — на карте № 1; административный центр — городской посёлок Брагин (бел. Брагін)
 Буда-Кошелёвский (бел. Буда-Кашалёўскі раён) — на карте № 2; административный центр — город Буда-Кошелёво (бел. Буда-Кашалёва)
 Ветковский (бел. Веткаўскі раён) — на карте № 3; административный центр — город Ветка (бел. Ветка)
 Гомельский (бел. Гомельскі раён) — на карте № 4; административный центр — город Гомель, в состав района не входит
 Добрушский (бел. Добрушскі раён) — на карте № 5; административный центр — город Добруш (бел. Добруш)
 Ельский (бел. Ельскі раён) — на карте № 6; административный центр — город Ельск (бел. Ельск)
 Житковичский (бел. Жыткавіцкі раён) — на карте № 7; административный центр — город Житковичи (бел. Жыткавічы), также включает город  Туров (бел. Тураў)
 Жлобинский (бел. Жлобінскі раён) — на карте № 8; административный центр — город Жлобин (бел. Жлобін)
 Калинковичский (бел. Калінкавіцкі раён) — на карте № 9; административный центр — город Калинковичи (бел. Калінкавічы)
 Кормянский (бел. Кармянскі раён) — на карте № 10; административный центр — городской посёлок Корма (бел. Карма)
 Лельчицкий (бел. Лельчыцкі раён) — на карте № 11; административный центр — городской посёлок Лельчицы (бел. Лельчыцы)
 Лоевский (бел. Лоеўскі раён) — на карте № 12; административный центр — городской посёлок Лоев (бел. Лоеў)
 Мозырский (бел. Мазырскі раён) — на карте № 13; административный центр — город Мозырь (бел. Мазыр)
 Наровлянский (бел. Нараўлянскі раён) — на карте № 14; административный центр — город Наровля (бел. Нароўля)
Октябрьский (бел. Акцябрскі раён) — на карте № 15; административный центр — городской посёлок Октябрьский (бел. Акцябрскі)
 Петриковский (бел. Петрыкаўскі раён) — на карте № 16; административный центр — город Петриков (бел. Петрыкаў)
 Речицкий (бел. Рэчыцкі раён) — на карте № 17; административный центр — город Речица (бел. Рэчыца), также включает город  Василевичи (бел. Васілевічы)
 Рогачёвский (бел.  Рагачоўскі раён) — на карте № 18; административный центр — город Рогачёв (бел. Рагачо́ў)
 Светлогорский (бел. Светлагорскі раён) — на карте № 19; административный центр — город Светлогорск (бел. Светлагорск)
 Хойникский (бел. Хойніцкі раён) — на карте № 20; административный центр — город Хойники (бел. Хойнікі)
 Чечерский (бел. Чачэрскі раён) — на карте № 21; административный центр — город Чечерск (бел. Чачэрск)

## Гродненская область
Гродненская область (бел. Гродзенская вобласць), административный центр — город Гродно
Город областного подчинения:
 Гродно (бел. Гродна, Гародня), административный центр Гродненской области и Гродненского района (не входит в его состав)
Районы:
 Берестовицкий (бел. Бераставіцкі раён) — на карте № 1; административный центр — городской посёлок Большая Берестовица (бел. Вялікая Бераставіца)
 Волковысский (бел. Ваўкавыскі раён) — на карте № 2; административный центр — город Волковыск (бел. Ваўкавыск)
 Вороновский (бел. Воранаўскі раён) — на карте № 3; административный центр — городской посёлок Вороново (бел. Воранава)
 Гродненский (бел. Гродзенскі раён) — на карте № 4; административный центр — город Гродно, в состав района не входит; район также включает город  Скидель (бел. Скідзель)
 Дятловский (бел. Дзятлаўскі раён) — на карте № 5; административный центр — город Дятлово (бел. Дзятлава)
 Зельвенский (бел. Зэльвенскі раён) — на карте № 6; административный центр — городской посёлок Зельва (бел. Зэльва)
 Ивьевский (бел. Іўеўскі раён) — на карте № 7; административный центр — город Ивье (бел. Іўе)
 Кореличский (бел. Карэліцкі раён) — на карте № 8; административный центр — городской посёлок Кореличи (бел. Карэлічы)
 Лидский (бел. Лідскі раён) — на карте № 9; административный центр — город Лида (бел. Ліда), также включает город  Берёзовка (бел. Бярозаўка)
 Мостовский (бел. Мастоўскі раён) — на карте № 10; административный центр — город Мосты (бел. Масты)
 Новогрудский (бел. Навагрудскі раён) — на карте № 11; административный центр — город Новогрудок (бел. Навагрудак, Наваградак)
 Ошмянский (бел. Ашмянскі раён) — на карте № 12; административный центр — город Ошмяны (бел. Ашмяны)
 Островецкий (бел. Астравецкі раён) — на карте № 13; административный центр — город Островец (бел. Астравец)
 Свислочский (бел. Свіслацкі раён) — на карте № 14; административный центр — город Свислочь (бел. Свіслач)
 Слонимский (бел. Слонімскі раён) — на карте № 15; административный центр — город Слоним (бел. Слонім)
 Сморгонский (бел. Смаргонскі раён) — на карте № 16; административный центр — город Сморгонь (бел. Смаргонь, Смаргоні)
 Щучинский (бел. Шчучынскі раён) — на карте № 17; административный центр — город Щучин (бел. Шчучын)

## Минская область
Минская область (бел. Мінская вобласць), административный центр — город Минск (не входит в её состав)
Город областного подчинения:
 Жодино (бел. Жодзіна)
Районы:
 Березинский (бел. Бярэзінскі раён) — на карте № 1; административный центр — город Березино (бел. Беразіно)
Борисовский (бел. Барысаўскі раён) — на карте № 2; административный центр — город Борисов (бел. Барысаў)
 Вилейский (бел. Вілейскі раён) — на карте № 3; административный центр — город Вилейка (бел. Віле́йка)
 Воложинский (бел. Валожынскі раён) — на карте № 4; административный центр — город Воложин (бел. Валожын)
 Дзержинский (бел. Дзяржынскі раён) — на карте № 5; административный центр — город Дзержинск (бел. Дзяржынск), также включает город  Фаниполь (бел. Фаніпаль)
 Клецкий (бел. Клецкі раён) — на карте № 6; административный центр — город Клецк (бел. Клецк)
 Копыльский (бел. Капыльскі раён) — на карте № 7; административный центр — город Копыль (бел. Капыль)
 Крупский (бел. Крупскі раён) — на карте № 8; административный центр — город Крупки (бел. Крупкі)
 Логойский (бел. Лагойскі раён) — на карте № 9; административный центр — город Логойск (бел. Лагойск)
 Любанский (бел. Любанскі раён) — на карте № 10; административный центр — город Любань (бел. Любань)
 Минский (бел. Мінскі раён) — на карте № 11; административный центр — город Минск, в состав района не входит; также включает город  Заславль (бел. Заслаўе)
 Молодечненский (бел. Маладзечанскі раён, Маладэчанскі раён) — на карте № 12; административный центр — город Молодечно (бел. Маладзечна)
 Мядельский (бел. Мядзельскі раён) — на карте № 13; административный центр — город Мядель (бел. Мядзел)
 Несвижский (бел. Нясвіжскі раён) — на карте № 14; административный центр — город Несвиж (бел. Нясвіж)
 Пуховичский (бел. Пухавіцкі раён) — на карте № 15; административный центр — город Марьина Горка (бел. Мар’іна Горка)
 Слуцкий (бел. Слуцкі раён) — на карте № 16; административный центр — город Слуцк (бел. Слуцк, Слуцак)
 Смолевичский (бел. Смалявіцкі раён) — на карте № 17; административный центр — город Смолевичи (бел. Смалявічы)
 Солигорский (бел. Салігорскі раён) — на карте № 18; административный центр — город Солигорск (бел. Салігорск)
 Стародорожский (бел. Старадарожскі раён) — на карте № 19; административный центр — город Старые Дороги (бел. Старыя Дарогі)
 Столбцовский (бел. Стаўбцоўскі раён) — на карте № 20; административный центр — город Столбцы (бел. Стоўбцы)
 Узденский (бел. Уздзенскі раён) — на карте № 21; административный центр — город Узда (бел. Узда)
 Червенский (бел. Чэрвеньскі раён) — на карте № 22; административный центр — город Червень (бел. Чэрвень)

## Могилёвская область
Могилёвская область (бел. Магілёўская вобласць), административный центр — город Могилёв
Города областного подчинения:
 Бобруйск (бел. Бабруйск), административный центр Бобруйского района (не входит в его состав)
 Могилёв (бел. Магілёў), административный центр Могилёвской области и Могилёвского района (не входит в его состав)
Районы:
Белыничский (бел. Бялыніцкі раён) — на карте № 1; административный центр — город Белыничи (бел. Бялынічы)
 Бобруйский (бел. Бабруйскі раён) — на карте № 2; административный центр — город Бобруйск, в состав района не входит
 Быховский (бел. Быхаўскі раён) — на карте № 3; административный центр — город Быхов (бел. Быхаў)
 Глусский (бел. Глускі раён) — на карте № 4; административный центр — городской посёлок Глуск (бел. Глуск)
 Горецкий (бел. Горацкі раён) — на карте № 5; административный центр — город Горки (бел. Горкі)
 Дрибинский (бел. Дрыбінскі раён) — на карте № 6; административный центр — городской посёлок Дрибин (бел. Дрыбін)
 Кировский (бел. Кіраўскі раён) — на карте № 7; административный центр — город Кировск (бел. Кіраўск)
 Климовичский (бел. Клімавіцкі раён) — на карте № 8; административный центр — город Климовичи (бел. Клімавічы)
 Кличевский (бел. Клічаўскі раён) — на карте № 9; административный центр — город Кличев (бел. Клічаў)
 Костюковичский (бел. Касцюковіцкі раён) — на карте № 13; административный центр — город Костюковичи (бел. Касцюковічы)
 Краснопольский (бел. Краснапольскі раён) — на карте № 10; административный центр — городской посёлок Краснополье (бел. Краснаполле)
 Кричевский (бел. Крычаўскі раён) — на карте № 11; административный центр — город Кричев (бел. Крычаў)
 Круглянский (бел. Круглянскі раён) — на карте № 12; административный центр ----город Круглое (бел. Круглае)
 Могилёвский (бел. Магілёўскі раён) — на карте № 14; административный центр — город Могилёв, в состав района не входит
 Мстиславский (бел. Мсціслаўскі раён, Мсьціслаўскі раён) — на карте № 15; административный центр — город Мстиславль (бел. Мсціслаў)
 Осиповичский (бел. Асіповіцкі раён) — на карте № 16; административный центр — город Осиповичи (бел. Асіповічы)
 Славгородский (бел. Слаўгарадскі раён) — на карте № 17; административный центр — город Славгород (бел. Слаўгарад)
 Хотимский (бел. Хоцімскі раён) — на карте № 18; административный центр — городской посёлок Хотимск (бел. Хоцімск)
 Чаусский (бел. Чавускі раён) — на карте № 19; административный центр — город Чаусы (бел. Чавусы)
 Чериковский (бел. Чэрыкаўскі раён) — на карте № 20; административный центр — город Чериков (бел. Чэрыкаў)
 Шкловский (бел. Шклоўскі раён) — на карте № 21; административный центр — город Шклов (бел. Шклоў)